# Longueira
Longueira es una localidad caboverdiana del municipio de São Lourenço dos Órgãos.

## Geografía
La localidad está situada en la isla Santiago.

## Organización territorial
La localidad abarca los lugares y barrios de:
- Alecrim
- Casa Grande
- Covão
- Cutelo Manipo
- Frieza
- Mato Fortes
- Papaia
- Taberna
- Vazagua